# Amata marjanoides
Amata marjanoides là một loài bướm đêm thuộc phân họ Arctiinae, họ Erebidae.